# Konrádovce
Konrádovce – wieś (obec) na Słowacji położona w kraju bańskobystrzyckim, w powiecie Rymawska Sobota. Pierwsze wzmianki o miejscowości pochodzą z roku 1341. 
Według danych z dnia 31 grudnia 2012, wieś zamieszkiwało 345 osób, w tym 172 kobiety i 173 mężczyzn.
W 2001 roku rozkład populacji względem narodowości i przynależności etnicznej wyglądał następująco:
- Słowacy – 20,24%
- Czesi – 0,3%
- Romowie – 0,3%
- Rusini – 0,3%
- Węgrzy – 77,64%

Ze względu na wyznawaną religię struktura mieszkańców kształtowała się w 2001 roku następująco:
- Katolicy rzymscy – 71,3%
- Ewangelicy – 0,6%
- Ateiści – 24,77%
- Nie podano – 3,02%